# Nelsonophryne
Nelsonophryne är ett släkte av groddjur. Nelsonophryne ingår i familjen Microhylidae.
Kladogram enligt Catalogue of Life:
| Nelsonophryne | \| \| Nelsonophryne aequatorialis \| \| \| \| \| \| Nelsonophryne aterrima \| \| \| \| |
|               | \| \| Nelsonophryne aequatorialis \| \| \| \| \| \| Nelsonophryne aterrima \| \| \| \| |
|               | Nelsonophryne aequatorialis                                                            |
|               |                                                                                        |
|               | Nelsonophryne aterrima                                                                 |
|               |                                                                                        |